# Unterammergau
Unterammergau – gmina w Niemczech, w kraju związkowym Bawaria, w rejencji Górna Bawaria, w regionie Oberland, w powiecie Garmisch-Partenkirchen, siedziba wspólnoty administracyjnej Unterammergau. Leży około 15 km na północny zachód od Garmisch-Partenkirchen, nad rzeką Amper, przy drodze B3. Miejscowość, wraz z sąsiednim Oberammergau, jest wspomniana w niemieckiej piosence ludowej Heut kommt der Hans zu mir.

## Demografia
Dane o ludności z 31 grudnia 2008:
| Opis                                | Ogółem | Ogółem | Kobiety | Kobiety | Mężczyźni | Mężczyźni |
| ----------------------------------- | ------ | ------ | ------- | ------- | --------- | --------- |
| Jednostka                           | osób   | %      | osób    | %       | osób      | %         |
| Populacja                           | 1470   | 100    | 752     | 51,16   | 718       | 48,84     |
| Wiek przedprodukcyjny (0–17 lat)    | 302    | 20,54  | 146     | 9,93    | 156       | 10,61     |
| Wiek produkcyjny (18–65 lat)        | 863    | 58,71  | 432     | 29,39   | 431       | 29,32     |
| Wiek poprodukcyjny (powyżej 65 lat) | 305    | 20,75  | 174     | 11,84   | 131       | 8,91      |

## Polityka
Wójtem gminy jest Michael Gansler, rada gminy składa się z 12 osób.
|      | CSU/FUWG | FUZ | FDG | FW | Razem |
| 2008 | 3        | 4   | 4   | 1  | 12    |
| 2002 | 3        | 4   | 4   | 1  | 12    |